# Планетарный пограничный слой
Планета́рный пограни́чный слой («пограничный слой атмосферы», «слой трения») — нижний слой газовой оболочки планеты, свойства и динамика которого в значительной мере определяются взаимодействием с твёрдой (или жидкой) поверхностью планеты (так называемой «подстилающей поверхностью»).
Благодаря молекулярному взаимодействию, действию вязкости, происходит «прилипание» газа к поверхности, над которой он движется. По этой причине непосредственно у поверхности планеты возникает большой градиент скорости течения воздушного потока. Из-за значительного масштаба гидродинамических процессов в атмосфере число Рейнольдса существенно превосходит критическое значение, при котором течение теряет ламинарный характер и становится турбулентным. Толщина пограничного слоя атмосферы зависит от средней скорости потока в «свободной атмосфере», находящейся над пограничным слоем, от шероховатости подстилающей поверхности, а также от термической неоднородности (стратификации) этого слоя. Пограничный слой атмосферы является той частью тропосферы, которая подвержена суточным вариациям. При обычных условиях на Земле толщина планетарного пограничного слоя составляет примерно 1—3 км.
Свойствами планетарного пограничного слоя в значительной мере определяются вертикальные турбулентные потоки тепла, влаги и количества движения, а также локальные вертикальные упорядоченные токи (конвективные явления, орографические эффекты), благодаря которым и осуществляется динамическое и термическое взаимодействие атмосферы с подстилающей поверхностью.
Физические процессы, происходящие в пограничном слое атмосферы, являются предметом исследования отдельного раздела динамической метеорологии.
Верхний слой океана тоже является пограничным. Взаимодействие атмосферы и океана сосредоточено в их пограничных слоях.
В свою очередь, в планетарном пограничном слое выделяют три слоя:

### Слой шероховатости
Действие вязкости воздуха на динамику пограничного слоя существенно зависит от шероховатости подстилающей поверхности. Интегральной характеристикой эффективной высоты неровностей рельефа, влияющей на течение потока над ним, является «параметр шероховатости z0». Есть задачи математического моделирования динамики турбулентного потока внутри слоя, в котором располагаются элементы рельефа — «слое шероховатости». К таким задачам относятся моделирование потока внутри растительного покрова, внутри городской застройки, в переходном волновом слое между атмосферой и океаном. В таких задачах форма поверхности, являющейся границей потока, является и случайной, и подвижной. С точки зрения математической физики надо найти решение системы дифференциальных уравнений при стохастическом краевом условии. Подход к решению такой задачи был предложен в ряде работ.

### Приземный слой
Нижняя часть пограничного слоя атмосферы, толщиной 50—100 м, называется «приземный слой атмосферы». В этом слое при стационарных условиях наблюдается баланс силы барического градиента и силы турбулентного трения, а вертикальные турбулентные потоки тепла и количества движения примерно постоянны по высоте. В таком приближении уравнения гидродинамики можно свести к простому решению, с которого и началась теория пограничного слоя атмосферы. В приземном слое атмосферы наблюдаются наибольшие значения вертикальных градиентов температуры, направления и скорости ветра (сдвиг ветра).

### Слой Экмана
По мере удаления от подстилающей поверхности роль силы трения падает, скорость ветра быстро увеличивается с высотой, связанная с ней сила Кориолиса усиливает своё влияние. В результате совместного действия трёх сил (силы трения, силы Кориолиса и силы барического градиента) ветер поворачивает с высотой по спирали на угол ~ 20°—40° в сторону направления геострофического ветра. Поворот ветра с высотой в пограничном слое атмосферы называется «спираль Экмана». Этот эффект наглядно проявляется в отклонении направления дрейфа льда от вектора скорости геострофического ветра, впервые обнаруженном Фритьофом Нансеном во время полярной экспедиции 1893—1896 гг. на судне «Фрам». Теорию явления представил Вагн Вальфрид Экман в 1905 году, в честь которого эту часть атмосферы и называют «слоем Экмана». Над ним располагается «свободная атмосфера».
Результаты исследований в физике пограничного слоя атмосферы находят применение
- в численном прогнозе погоды,
- при разработке методов анализа физических характеристик атмосферы по наблюдениям на метеорологических станциях,
- в климатологии,
- в агрометеорологии,
- в строительстве,
- в ветроэнергетике.
- в морской метеорологии,
- в авиационной метеорологии,
- в артиллерии.
- в задачах моделирования рассеяния примесей[5].
- в геоэкологии.